# حقیقت (فیلم ۱۹۸۵)
حقیقت ( انگلیسی : Reality ؛ Hindi :Haqeeqat ) یک فیلم سینمایی هندی در ژانر فیلم سیاسی بالیوود محصول سال ۱۹۸۵ میلادی به کارگردانی تاتیننی راما رائو است.    
این اثر سینمایی بازسازی فیلم امروز هند (۱۹۸۳) می‌باشد.

## بازیگران
- جیتندرا در نقش بازرس ارژون
- جایا پرادا
- راج بابار در نقش عمار
- Swapna as Kusum
- پریم چوپرا
- بینا بانرجی
- آسرانی
- بیندو
- چاندراشخار به عنوان بازرس پلیس
- بهارات کاپور به عنوان مدافع پندی